# Пироговцы (Черниговская область)
Пироговцы (укр. Пирогівці) — село в Прилукском районе Черниговской области Украины. Население — 377 человек. Занимает площадь 1,053 км².
Код КОАТУУ: 7424188803. Почтовый индекс: 17542. Телефонный код: +380 4637.

## Власть
Орган местного самоуправления — Сухополовянский сельский совет. Почтовый адрес: 17542, Черниговская обл., Прилукский р-н, с. Сухополова, ул. Черниговская, 32.